# Alocasia monticola
Alocasia monticola är en kallaväxtart som beskrevs av Alistair Hay. Alocasia monticola ingår i släktet Alocasia och familjen kallaväxter. Inga underarter finns listade.